# 內田有紀
內田有紀（日语：／ Uchida Yuki；1975年11月16日—），日本女演員、歌手，東京都出身。

## 人物
- 專長為西洋劍。
- 2002年與吉岡秀隆結婚，同年11月28日退出演藝圈，2005年12月離婚，2006年7月2日復出。離婚後，她與柏原崇長期交往，並共同出演了TBS電視台的《未來空港（日语：ビッグウイング）》。此後，柏原退出演藝圈並成為內田的經紀人[1]。此事並未公開，但在2022年播出的《A-Studio+（日语：A-Studio）》（TBS）中首次披露，隱去了柏原的名字[2]。

## 戲劇作品

### 電視劇
- 是誰偷走我的心（1992年11月19日 - 12月17日、富士電視台、我們的連續劇系列（日语：ボクたちのドラマシリーズ）） - 麻生早紀
- 同一屋簷下（1993年4月12日 - 6月28日、富士電視台） - 日吉利奈
- if 如果（日语：If もしも） 「這個夏天、適合你的髮型是長髮還是短髮？」（1993年7月1日、富士電視台） - 主演・清水さおり
- 淘氣乖乖女（1993年7月5日 - 9月20日、富士電視台） - 玉置亞矢
- 仰望師恩（日语：仰げば尊し (1994年のテレビドラマ)） 第3話「再見…老師」（1994年1月3日、富士電視台） - 山上ユキ
- 世界奇妙物語（富士電視台）
  - '94 冬季特別篇（日语：世にも奇妙な物語 冬の特別編 (1994年)）「讀心術」（1994年1月6日） - 主演・長瀬真紀
  - '08 秋季特別篇「身體租賃」（2008年9月23日） - 主演・篠塚香織
- 穿越時空的少女（1994年2月19日 - 3月19日、富士電視台、我們的連續劇系列） - 主演・芳山和子
- 熱力十七歲（1994年4月28日 - 9月1日、富士電視台） - 主演・日高巧美
- 半熟卵（日语：半熟卵 (テレビドラマ)）（1994年10月21日 - 12月16日、富士電視台） - 大場歌南
- 校園筆記（日语：キャンパスノート）（1996年1月12日 - 3月22日、TBS） - 主演・鶴岡はるか
- 請給我翅膀！（日语：翼をください!）（1996年7月1日 - 9月23日、富士電視台） - 主演・川邊藤子
- 大搜查線番外編「灣岸署婦警物語 初夏交通安全 Special」（1998年6月19日、富士電視台） - 主演・篠原夏美
- 繼母庸人妙管家（日语：あきまへんで!）（1998年10月9日 - 12月18日、TBS） - 青木すみれ
- 甜蜜生活（日语：甘い生活。）（1999年7月7日 - 9月22日、日本電視台） - 深町アズサ
- 冰的世界（1999年10月11日 - 12月20日、富士電視台） - 庄野月子
- 天使絕跡的城市（日语：天使が消えた街）（2000年4月12日 - 6月28日、日本電視台） - 吉井タマキ
- 頑固老哥（日语：涙をふいて (テレビドラマ)）（2000年10月11日 - 12月20日、富士電視台） - 村田(齊藤)珠美
- 未來空港（日语：ビッグウイング）（2001年1月12日 - 3月20日、TBS） - 主演・吉川久美子
- 來自北國 2002遺言（2002年9月6日・7日、富士電視台） - 高村結
- 比誰都愛媽媽（日语：誰よりもママを愛す）（2006年7月2日 - 9月10日、TBS） - 嘉門雪
- 鮪魚（2007年1月5日・6日、朝日電視台） - 坂崎真由
- 買地方報紙的女人（日语：地方紙を買う女）（2007年1月30日、日本電視台） - 主演・潮田芳子
- 料理新人王（2007年4月18日 - 6月27日、日本電視台） - 宍戶美幸
- 醫龍2（2007年10月11日－12月20日、富士電視台） - 片岡一美
- Innocent Love（2008年10月20日－12月22日、富士電視台） - 遠野聖花
- 神之雫（2009年1月13日－3月10日、日本電視台） - 西園寺真紀
- 婦產科的女醫生（2009年10月14日－12月9日、日本電視台）- 瀬川一代
- 檢察官鬼島平八郎（日语：検事・鬼島平八郎）（2010年10月22日－12月3日、朝日電視台） - 森本真纪
- 教我愛的一切（2011年1月17日－3月28日、富士電視台） - 水谷亞彌
- 唐吉訶德（2011年7月9日－9月24日、日本電視台） - 鯖島步美
- 歸鄉 (2011年電視劇)（2011年12月23日、TBS） - 神尾珠美
- 倒數第二次戀愛（2012年1月12日－3月22日、富士電視台）- 長倉萬理子
  - 倒數第二次戀愛 2012秋（2012年11月2日）
  - 續・倒數第二次戀愛（2014年4月17日－6月26日）
  - 續・續・倒數第二次戀愛（2025年4月14日－6月23日）
- 被稱作早海的日子SP（2012年6月10日、富士電視台）- 宮沢瑛子
- 未來日記-ANOTHER:WORLD-（2012年4月21日－6月30日、富士電視台） - 神宮寺雫
- 跳躍大搜查線 THE LAST TV 上班族刑警與最後的棘手事件（2012年9月1日、富士電視台）- 篠原夏美
- Doctor-X～外科醫·大門未知子～第一季（2012年10月18日－12月13日、朝日電視台）- 城之内博美
  - Doctor-X～外科醫·大門未知子～第二季 （2013年10月17日－12月19日）
  - Doctor-X～外科醫·大門未知子～第三季（2014年10月9日－12月18日）
  - Doctor-X～外科醫·大門未知子～SP（2016年7月3日）
  - Doctor-X～外科醫·大門未知子～第四季（2016年10月13日－12月22日）
  - Doctor-X～外科醫·大門未知子～第五季（2017年10月12日－12月14日）
  - Doctor-X～外科醫·大門未知子～第六季（2019年10月17日－12月19日）
  - Doctor-X～外科醫·大門未知子～第七季（2021年10月14日－12月16日）
- 沙希（2013年1月8日－3月19日、富士電視台） - 濱田直美
- 火怨・北之英雄・阿弖流為傳（日语：火怨・北の英雄 アテルイ伝）（2013年1月11日－2月1日、NHK BS Premium）- 佳那
- Doubles 刑警二人組（2013年4月18日－6月13日、朝日電視台) - 日下涼子
- NHK大河劇（NHK）
  - 軍師官兵衛（2014年1月5日－12月12日） - 濃姬
  - 西鄉殿 （2018年1月7日－12月）- おゆう
- Dr.倫太郎（2015年4月15日－6月17日、日本電視台）- 桐生薰
- 偽裝夫婦（2015年10月7日－12月9日、日本電視台）- 水森しおり
- 牙刷/女友們（日语：はぶらし/女友だち）（2016年1月5日－2月23日、NHK BS Premium） -主演・真壁鈴音
- 直美與加奈子（2016年1月14日－3月17日 ，富士電視台） - 服部加奈子
- 荒神 （2018年2月17日、NHK BS Premium）- 主演・朱音
- 真犯人 （2018年9月23日－10月21日、WOWOW）- 尾畑理恵
- 萬福 （2018年10月－2019年3月、NHK）- 今井咲
- 我要準時下班（2019年4月16日－6月25日、TBS電視台）- 賤ヶ岳八重
- 挖角屋 ～獵頭作風～（2019年11月16日－12月14日、WOWOW）- 渡会花緒里
- 親愛的患者〜絆的病例簿〜（2020年4月17日－9月18日、NHK）- 浜口陽子
- Doctor-Y～外科醫·加地秀樹～5（2020年10月4日、朝日電視台） - 城之内博美
  - Doctor-Y～外科醫·加地秀樹～7（2024年11月30日、朝日電視台）
- 憂鬱症九段（日语：うつ病九段_プロ棋士が将棋を失くした一年間#テレビドラマ）（2020年12月20日、NHK BS Premium） - 先崎繭
- 華麗一族（2021年4月18日－7月11日、WOWOW） - 高須相子
- 津田梅子～成為鈔票的留學生～（日语：津田梅子〜お札になった留学生〜）（2022年3月5日、朝日電視台） - 津田初子
- 邁向未來的倒數10秒（2022年4月14日－6月9日、朝日電視台） - 大場麻琴
- 成為你的花（2022年10月18日－12月20日、TBS） - 香坂すみれ（香坂菫）
- Fixer（WOWOW） - 沢村玲子
  - Season1（2023年4月23日－5月21日）
  - Season2（2023年7月9日－8月6日）
  - Season3（2023年10月8日－11月5日）
- 燕子未歸（日语：燕は戻ってこない）（2024年4月30日－7月2日、NHK綜合・NHK BS Premium 4K） - 草桶悠子
- 綁架之日（2025年7月8日－、朝日電視台） - 水原由紀子
- 花牌情緣－巡－（2025年7月9日－、日本電視台） - 藍沢塔子

### 配信短劇
- 30歲派遣女社員就職的方法♪（2010年2月1日 - 4月5日、Bee TV） - 主演・神林莉子
- 係長 青島俊作 THE MOBILE （2010年6月 - ドコモ動画「携帯電話配信ドラマ」） - 篠原夏美

### 電影
- 花樣男子 （1995年8月11日公開）- 主演・牧野杉菜
- 貓眼三姐妹 （1997年8月30日公開）- 主演・來生愛
- 導演萬歲（日语：監督・ばんざい!） （2007年6月2日公開）- 愛情電影女主角
- 歡迎來到隔離病房（日语：クワイエットルームにようこそ） （2007年10月20日公開）- 主演・佐倉明日香
- 禪 ZEN （2009年1月10日公開）- おりん
- 大搜查線 THE MOVIE 3：全面動員 （2010年7月3日公開）- 筱原夏美
- 笨蛋(2010年日本電影)（2010年12月18日公開）- 主演・吉竹額子
- 大搜查線 THE MOVIE 4：終極偵查 （2012年9月7日公開）- 筱原夏美
- 俺俺：33個我（日语：俺俺） （2013年5月25日公開）- サヤカ
- 齊木楠雄的災難 （2017年10月21日公開）- 齊木久留美
- 《派遣女醫X》FINAL 劇場版 (2024年上映) - 城之內博美
- 《孤獨的美食家》 電影版 (2025年上映) - 志穗

### CD
- 單曲

1. TENCAを取ろう!～内田の野望～（1994年10月21日）
2. 明日は明日の風が吹く（1995年4月5日）
3. Only You（1995年4月21日）
4. BABY'S GROWING UP（1995年8月19日）
5. 幸せになりたい（1996年1月24日）
6. EVER & EVER（1996年7月17日）
7. アイシテル（1997年2月21日）
8. Da.i.su.ki.（1997年5月21日）
9. ハートブレイク スナイパー（1998年9月23日）
10. 楽園（1999年8月25日）

- 專輯

1. 純情可憐乙女模樣（1995年2月8日）
2. MI-CHEMIN（ミシュマン）（1995年9月21日）
3. Merry Christmas For You（1995年11月22日）
4. 愛のバカ（1996年3月23日）
5. nakitakunalu（1996年10月10日）
6. Present（1997年12月3日）

## 外部連結
- YUKI UCHIDA OFFICIAL SITE 內田有紀‧舊Official Site
- YUKI UCHIDA OFFICIAL SITE 內田有紀‧新Official Site （页面存档备份，存于）